# Johann Heinrich Lind
Johann Heinrich Lind (* 9. November 1819 in Oberissigheim, Main-Kinzig-Kreis; † 11. September 1873 ebenda) war ein deutscher Kommunalpolitiker und Abgeordneter des Kurhessischen Kommunallandtages.

## Leben
Johann Heinrich Lind wurde als Sohn des Bürgermeisters und Abgeordneten Johann Georg Lind und dessen Gemahlin Anna Maria Wacker geboren.
Nach seiner Schulausbildung übernahm er den elterlichen Landwirtschaftsbetrieb. 1868 erhielt  er in indirekter Wahl ein Mandat im Kurhessischen Kommunallandtag des preußischen Regierungsbezirks Kassel. Er blieb bis zum Jahre 1872 in dem Parlament. 
Als Nachfolger seines Vaters bekleidete er über Jahre in seinem Heimatort das Amt des Bürgermeisters.